# آتارید
آتارید (شناخته شده در سده چهارم پس از میلاد) یک سردستۀ گوتی زیر نظر رهبر تروینگی، آتاناریک بود. او پسر پادشاه فرعی، روتستئوس بود، شخصی که در رهبری برای کشتن شهید مسیحی ساباس نقش اصلی را بازی کرد.

## همچنان ببینید
- آزار مسیحیان به دست گوت ها